# 時速246億
時速246億（じそくにーよんろくおく・2011年に時速246から改名）は、川本成と俳優の平沼紀久と映画監督の飯塚健が中心となり立ち上げたクリエイティブユニットである。あさりどの川本成が主宰している。
コピーライターの礒部滋、音楽家の海田庄吾、スタイリストの横田勝広が中心メンバーとして活動。その後、第1回公演から参加していたデザイナーの江口伸二郎、プロデューサーの塚田貴之 (Todo-Taka)が正式メンバーとなり、活動の幅を広げていた。
2009年以降は川本が正式メンバーとして残り、演出に御笠ノ忠次、作家に小林顕作（宇宙レコード・コンドルズ）、喜安浩平（ナイロン100℃・ブルドッキングヘッドロック）、川尻恵太（SUGARBOY）らを迎え、キャストには役者・声優など様々なジャンルで活躍するメンバーを川本自らチョイスし、毎年舞台を上演している。

## 舞台
| タイトル                                                 | 公演月     | 劇場                   | 演出       | 作                                                       | 出演 |
| -------------------------------------------------------- | ---------- | ---------------------- | ---------- | -------------------------------------------------------- | --- |
| vol.01「FUNNY BUNNY」                                    | 2007年5月  | スペース107            | 飯塚健     | 飯塚健                                                   | 川本成、平沼紀久、永山たかし、阪田瑞穂、小林且弥、加藤たか子                                                   |
| vol.02「燃え尽きる寸前の光」                             | 2008年1月  | シアターVアカサカ      | 飯塚健     | 飯塚健                                                   | 川本成、平沼紀久、永山たかし、小林且弥、西野まり、浅野昭子、鷲尾昇                                             |
| vol.03「ささやかなこの人生」                             | 2009年5月  | 恵比寿エコー劇場       | 御笠ノ忠次 | 小林顕作、喜安浩平、舘川範雄、川本成                     | 近藤孝行、渡部コウジ、時東ぁみ、飯野雅彦、鷲尾昇、川本成                                                       |
| vol.04「記憶メモリン」                                   | 2010年4月  | 赤坂レッドシアター     | 御笠ノ忠次 | 川尻恵太、川本成、喜安浩平、小林顕作                     | 楠田敏之、渡部コウジ、松嶋初音、飯野雅彦、鷲尾昇、川本成                                                       |
| vol.05「グレイトフルデッド」                             | 2011年7月  | 赤坂レッドシアター     | 御笠ノ忠次 | 川尻恵太、川本成、喜安浩平、小林顕作                     | 細谷佳正、鷲尾昇、平田裕香、飯野雅彦、豊永利行、川本成                                                         |
| vol.05「グレイトフルデッド」                             | 2011年 8月 | 名古屋・テレピアホール | 御笠ノ忠次 | 川尻恵太、川本成、喜安浩平、小林顕作                     | 細谷佳正、鷲尾昇、平田裕香、飯野雅彦、豊永利行、川本成                                                         |
| vol.A「No.721」                                          | 2012年4月  | シアターモリエール     | 御笠ノ忠次 | 御笠ノ忠次                                               | 飯野雅彦、海老澤健次、郷本直也、清水宏、DAIZO、豊永利行、藤原祐規、宮下雄也、川本成                            |
| vol.06「リボン」                                         | 2012年10月 | 赤坂レッドシアター     | 御笠ノ忠次 | 川尻恵太、川本成、喜安浩平、小林顕作                     | 増田裕生、寺崎裕香、中村龍介、渡部コウジ、飯野雅彦、津田英佑、川本成                                           |
| vol.06「リボン」                                         | 2012年11月 | 名古屋・テレピアホール | 御笠ノ忠次 | 川尻恵太、川本成、喜安浩平、小林顕作                     | 増田裕生、寺崎裕香、中村龍介、渡部コウジ、飯野雅彦、津田英佑、川本成                                           |
| vol.A「No.721」再演                                      | 2013年7月  | 赤坂レッドシアター     | 御笠ノ忠次 | 御笠ノ忠次                                               | 飯野雅彦、海老澤健次、郷本直也、清水宏、DAIZO、豊永利行、藤原祐規、宮下雄也、川本成                            |
| vol.A「No.721」再演                                      | 2013年7月  | 名古屋・テレピアホール | 御笠ノ忠次 | 御笠ノ忠次                                               | 飯野雅彦、海老澤健次、郷本直也、清水宏、DAIZO、豊永利行、藤原祐規、宮下雄也、川本成                            |
| vol.B「theatrical」                                      | 2013年12月 | 赤坂レッドシアター     | 川尻恵太   | 川尻恵太                                                 | 増田裕生、Kimeru、柳英里紗、高橋良輔、森山栄治、新谷真弓、川本成                                               |
| プロペラ犬×時速246億 SPECIALコラボ公演「ハッピーセット」 | 2014年7月  | 赤坂レッドシアター     | 川尻恵太   | 園子温、喜安浩平、小林顕作、福田雄一、水野美紀、川尻恵太 | 水野美紀、川本成、大堀こういち、佐藤永典、竹井亮介、藤原祐規、諸岡立身                                         |
| 春の桜まつり2015                                         | 2015年４月 | 新宿村LIVE             | 川尻恵太   |                                                          | 川本成、川尻恵太 他 超豪華キャスト                                                                             |
| 川本成ソロ公演「独立」                                   | 2015年11月 | 劇場MOMO               | 小林顕作   | 川本成、小林顕作                                         | 川本成 |
| 川本成ソロ公演「独歩」                                   | 2016年7月  | テアトルBONBON         | 小林顕作   | 川本成、小林顕作                                         | 川本成 |
| バック・トゥ・ザ・ホーム                                 | 2016年11月 | 赤坂レッドシアター     | 細川徹     | 細川徹                                                   | 和田琢磨、高橋良輔、平子悟、アイアム野田、小野坂昌也、川本成、根本宗子（声）                                   |
| 川本成ソロ公演「独走」                                   | 2017年9月  | 劇場MOMO               | 小林顕作   | 川本成、小林顕作                                         | 川本成 |
| 川本成ソロ公演「独特」                                   | 2018年8月  | 劇場MOMO               | 小林顕作   | 川本成、小林顕作                                         | 川本成 |
| バック・トゥ・ザ・ホーム2018（再演）                     | 2018年11月 | 赤坂レッドシアター     | 細川徹     | 細川徹                                                   | 和田琢磨、高橋良輔、平子悟、アイアム野田、小野坂昌也、川本成、根本宗子（声）                                   |
| バック・トゥ・ザ・ホーム2（続編）                        | 2018年11月 | 赤坂レッドシアター     | 細川徹     | 細川徹                                                   | 和田琢磨、高橋良輔、平子悟、アイアム野田、小野坂昌也、八十田勇一、川本成、根本宗子（声）                       |
| ラビトン-rabbit on-                                      | 2019年3月  | 駅前劇場               | 川本成     | 川本成                                                   | 西山宏幸、宮下雄也、前島亜美、KAITO、駒井華、佐々木憲、川本成                                                  |
| お静かにどうぞ                                           | 2019年8月  | シアターサンモール     | 喜安浩平   | 喜安浩平                                                 | 小野坂昌也、高橋広樹、豊永利行、竹内順子、高橋良輔、吉澤翼、小笠原健吉、山田桃子、新垣里沙、東地宏樹、川本成   |
| バック・トゥ・ザ・ホーム・ハーフ                         | 2020年10月 | Streaming+             | 細川徹     | 細川徹                                                   | 和田琢磨、高橋良輔、平子悟、アイアム野田、小野坂昌也、八十田勇一、川本成                                       |
| バック・トゥ・ザ・ホーム・ファイナル                     | 2022年8月  | シアターサンモール     | 細川徹     | 細川徹                                                   | 和田琢磨、高橋良輔、平子悟、アイアム野田、永田聖一朗、小野坂昌也、八十田勇一、小堺一機、川本成、根本宗子（声） |

## インターネットTV
- 時速246のとりあえずお生で! （あっ!とおどろく放送局、2008年1月13日-6月29日）

## 過去に参加したイベント
- 東京カレーハーレムショー